# Conxita Casanovas
Conxita Casanovas (Barcelona, 1962) és una periodista i crítica de cinema espanyola que desenvolupa la seva carrera a Ràdio Nacional d'Espanya. És directora del Festival Internacional de Cinema de Barcelona-Sant Jordi, BCN Film Fest, des de 2018. Ha guanyat el Premi Nacional de Periodisme Cultural 2024, que concedeix anualment el Ministeri de Cultura espanyol.

## Biografia
Es va llicenciar en Ciències de la Informació a la Universitat Autònoma de Barcelona. Va iniciar la seva trajectòria a Ràdio Joventut de Barcelona el 1979, emissora des de la qual va passar als informatius de Radiocadena Espanyola. En fusionar-se aquesta amb Ràdio Nacional d'Espanya, s'hi va incorporar el 1982, i es va especialitzar en cultura i informació cinematogràfica.
Des de 1992 dirigeix i presenta el programa Va de cine, que es manté en antena amb doble versióː en català, a Ràdio 4, i en castellà, més curta, a Ràdio 5. A més, des de 2004 cobreix festivals de cinema com els de Cannes, Berlín, Venècia, Sitges i Sant Sebastià. També ha informat en viu de quatre edicions de la Gala dels Premis Oscar i diverses edicions dels Premis de Cinema Europeu. A més, col·labora amb el programa cultural de El ojo crítico, amb una secció setmanal sobre les estrenes de cinema i De película, tots dos de RNE. Ha intervingut en espais de TVE com Días de cine o el cultural Continuará, de TVE-Catalunya.
Ha format part del jurat de diversos guardons, com el Premi Ciutat de Barcelona, el Premi Nacional de Cinema, el Premi El Ojo Crítico de Cinema i del Festival Horitzons –el Festival du Cinéma Espagnol de Marsella. I el 2021 va ser la primera dona a ocupar la presidència del jurat dels Premis Sant Jordi de Cinematografia.
Des de novembre de 2018 porta la direcció artística del Festival Internacional de Cinema de Barcelona - Sant Jordi (BCN Film Fest).
Va fer un petit paper com a periodista dels anys 40 en la pel·lícula de Fernando Trueba. La reina de España (2016).

## Premis i reconeixements
- Premi Ángel Fernández Santos de la Mostra de Cinema Llatinoamericà de Lleida 2010.[11]
- Premi Alfonso Sánchez 2013, per la seva tasca de divulgació i promoció del cinema espanyol, una distinció que atorga anualment de l'Acadèmia de les Arts i les Ciències Cinematogràfiques d'Espanya.[5]
- Premi Luis Buñuel del Festival de Cinema de Calanda 2013.
- Premi Dedicació al Cinema 2017, concedit per l'Associació Gent de Cinema.[12]
- Cavallera de l'Orde de les Arts i les Lletres de França el 2023.[13]
- Premi Nacional de Periodisme Cultural 2024, que concedeix anualment el Ministeri de Cultura i Esport d'Espanya, «pel seu incansable entusiasme i continuada atenció, des de la ràdio pública, al món del cinema, així com pel seu personalíssim estil prescriptor, el seu suport als professionals del sector i la seva capacitat de transmetre l’amor i la passió pel cinema a diverses generacions d’espectadors i oients».[14]
- El 2025 fou inclosa a la llista Forbes de les 100 dones més influents de Catalunya.[15]